# دانيلا هوب
دانيلا هوب (بالإنجليزية: Danielle Hope)‏ هي مغنية بريطانية، ولدت في 26 أبريل 1992 في مانشستر في المملكة المتحدة.

## وصلات خارجية
- دانيلا هوب على موقع IMDb (الإنجليزية)
- دانيلا هوب على موقع ميوزك برينز (الإنجليزية)
- دانيلا هوب على موقع ديسكوغز (الإنجليزية)